# Julius Sap
Julius-Victor Sap, beter bekend als Jules Sap (Zwevezele, 20 september 1890 – Roeselare, 15 december 1966) was een Belg die de ramp van de Titanic overleefde.

## De Titanicramp
Sap was een van de 27 Belgische passagiers die meereisden met de Titanic. Hij ging aan boord van het schip op 10 april 1912 in het Engelse Southampton als derdeklassepassagier. Hij werd er op de passagierslijst gezet onder de naam "Jules Sap". Hij was op weg naar Amerika om er op de tabaksplantages te gaan werken.
Vier dagen na vertrek maakte de Titanic zijn fatale botsing. Sap bevond zich in derde klasse en had dus heel weinig kans om levend van het zinkende schip te geraken. Toen het schip dan ook bijna volledig gezonken was sprong hij net als vele anderen in het ijskoude water. Sap vertelde hoe dit afliep:

Ik sprong ook en probeerde mij drijvende te houden aan valiezen, planken en stoelen die reeds in het water lagen, tot ik aan een reddingsboot kwam. De matroos van het bootje sloeg mij met zijn riemgordel terug het water in. Ik kwam terug bij een bootje aan en een jongedame trok mij in de boot. Ik ben onder de bank gaan liggen. Ik had het ijskoud en was totaal op. Het was de tijd dat de dames zeer wijde rokken droegen, en ik lag helemaal onder de rok van de jongedame om toch maar een beetje warm te krijgen.

## Na de Titanicramp
Sap zag in dat hij geld kon verdienen met het verhaal. Hij trok dan ook door het ganse land en gaf, samen met zijn zoon George, een soort van voorstelling waarin hij zijn verhaal vertelde. In 1958 was zijn voorstelling ook een soort van voorprogramma op de Titanicfilm A Night To Remember.